# Isauria (geslacht)
Isauria is een geslacht van vlinders van de familie snuitmotten (Pyralidae).

## Soorten
- I. dilucidella (Duponchel, 1836)
- I. rubricantella (de Joannis, 1913)